# Шрамберг
Шрамберг (нем. Schramberg) — город в Германии, районный центр, расположен в земле Баден-Вюртемберг. 
Подчинён административному округу Фрайбург. Входит в состав района Ротвайль.  Население составляет 21 242 человека (на 31 декабря 2010 года). Занимает площадь 80,70 км². Официальный код  —  08 3 25 053.
Город подразделяется на 3 городских района.

## Города-побратимы
- Ирсон, Франция (1958)
- Шарлеруа, Бельгия (1964)
- Лахен, Швейцария (1965)
- Чаковец, Хорватия (1989)
- Гласхютте, Германия (1989)
- Пилишвёрёшвар, Венгрия (1990)

## Известные уроженцы
- Юнгханс, Зигфрид (1887—1954) — немецкий металлург, изобретатель.

## Фотографии

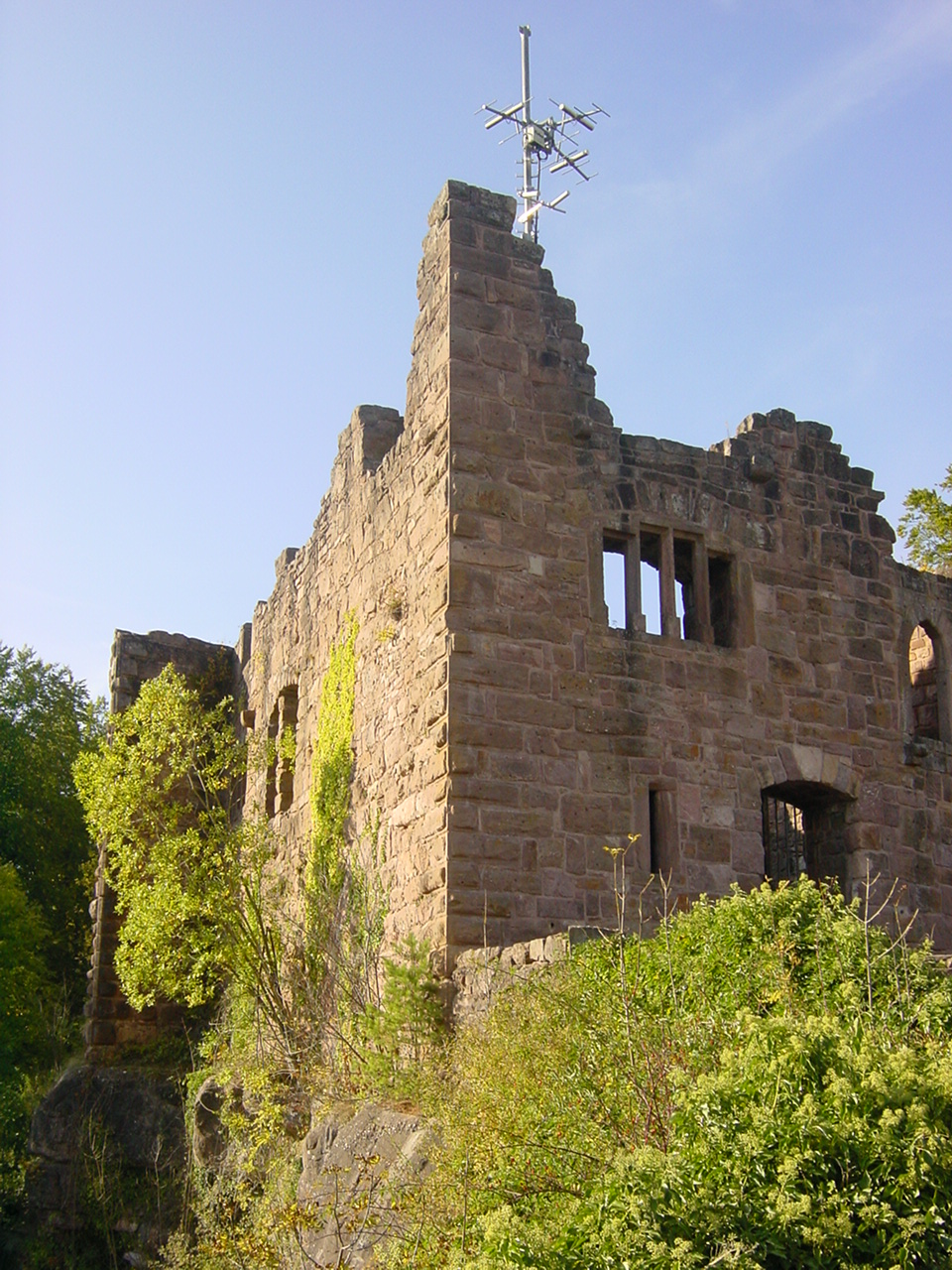
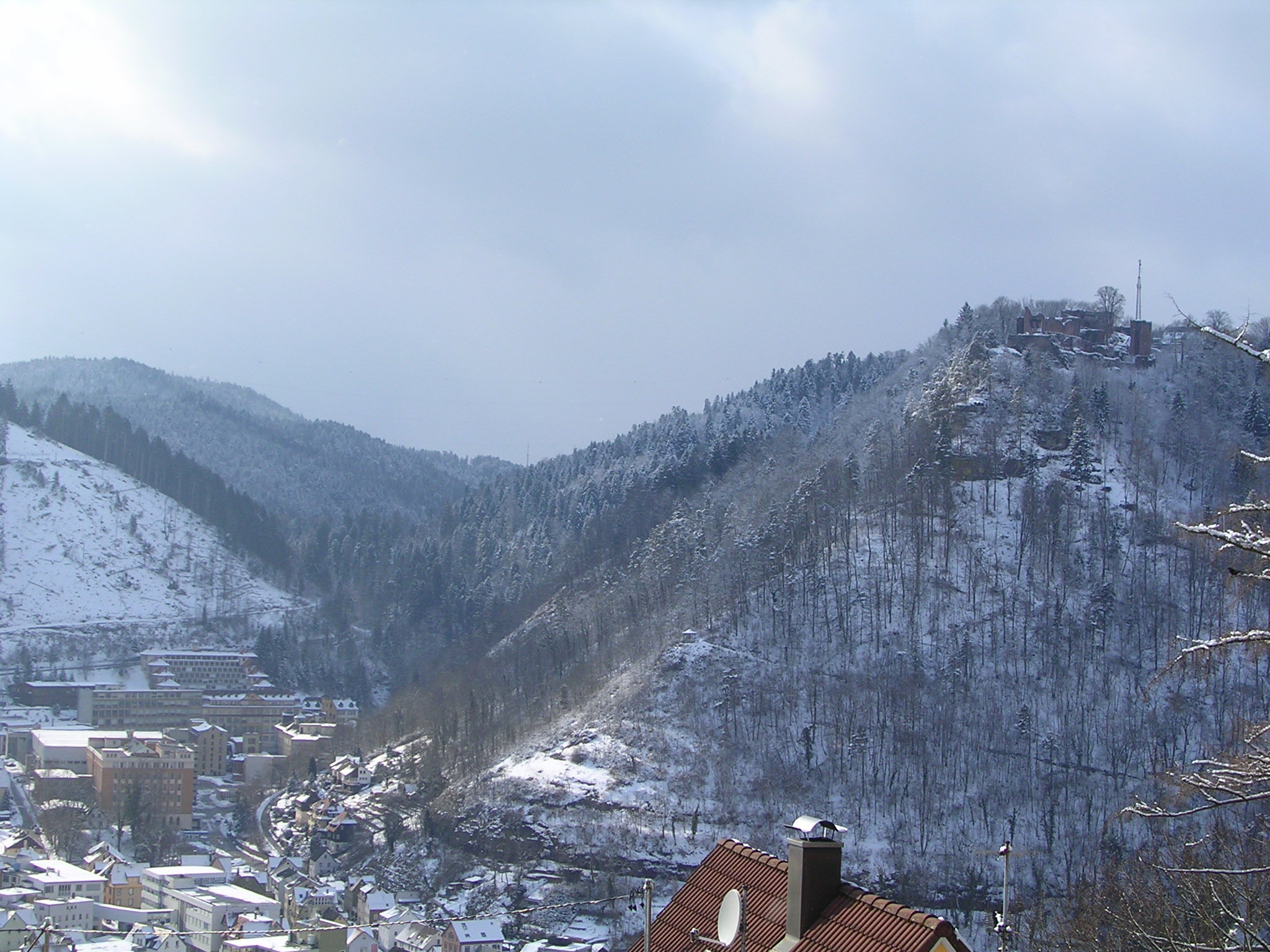
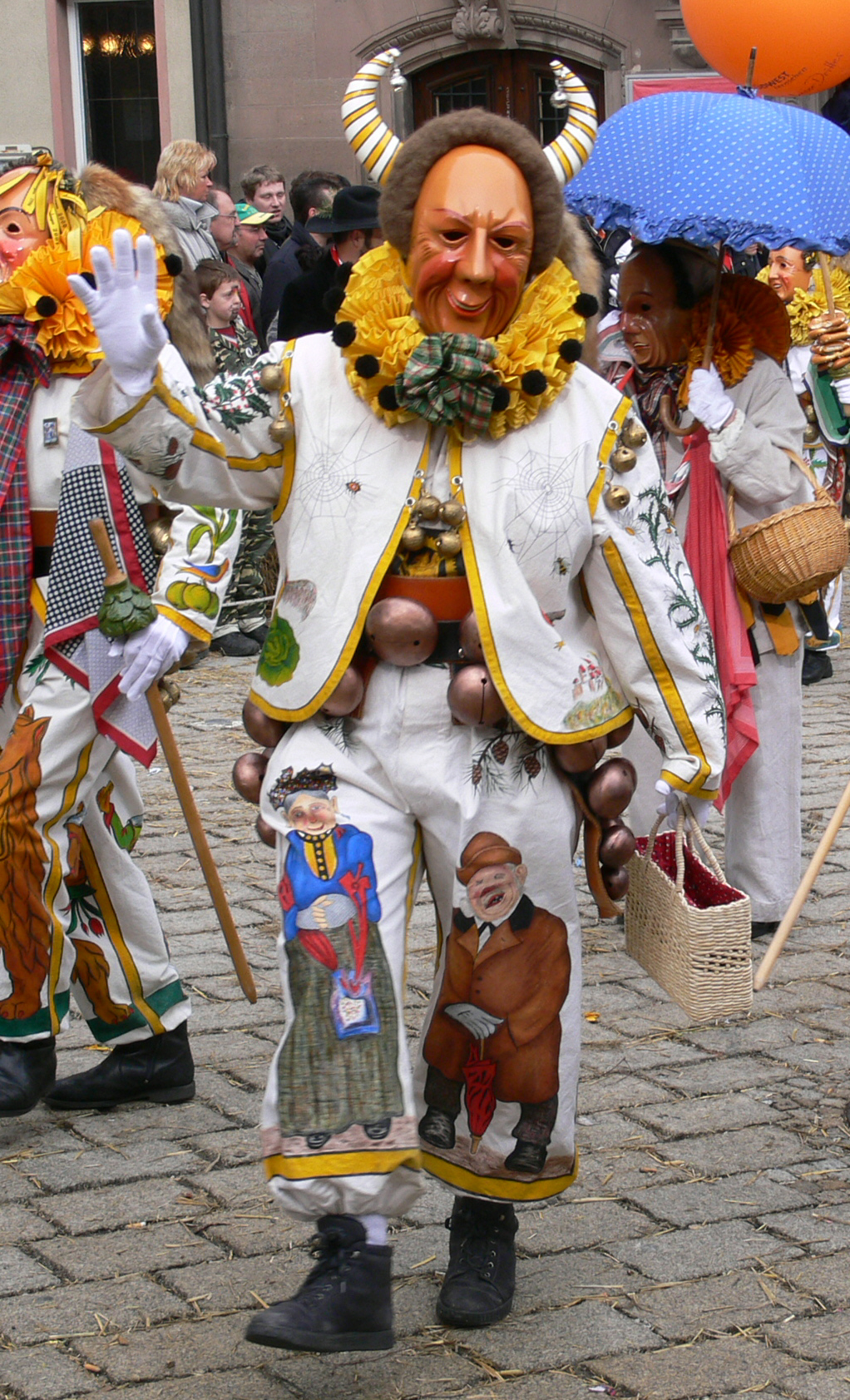
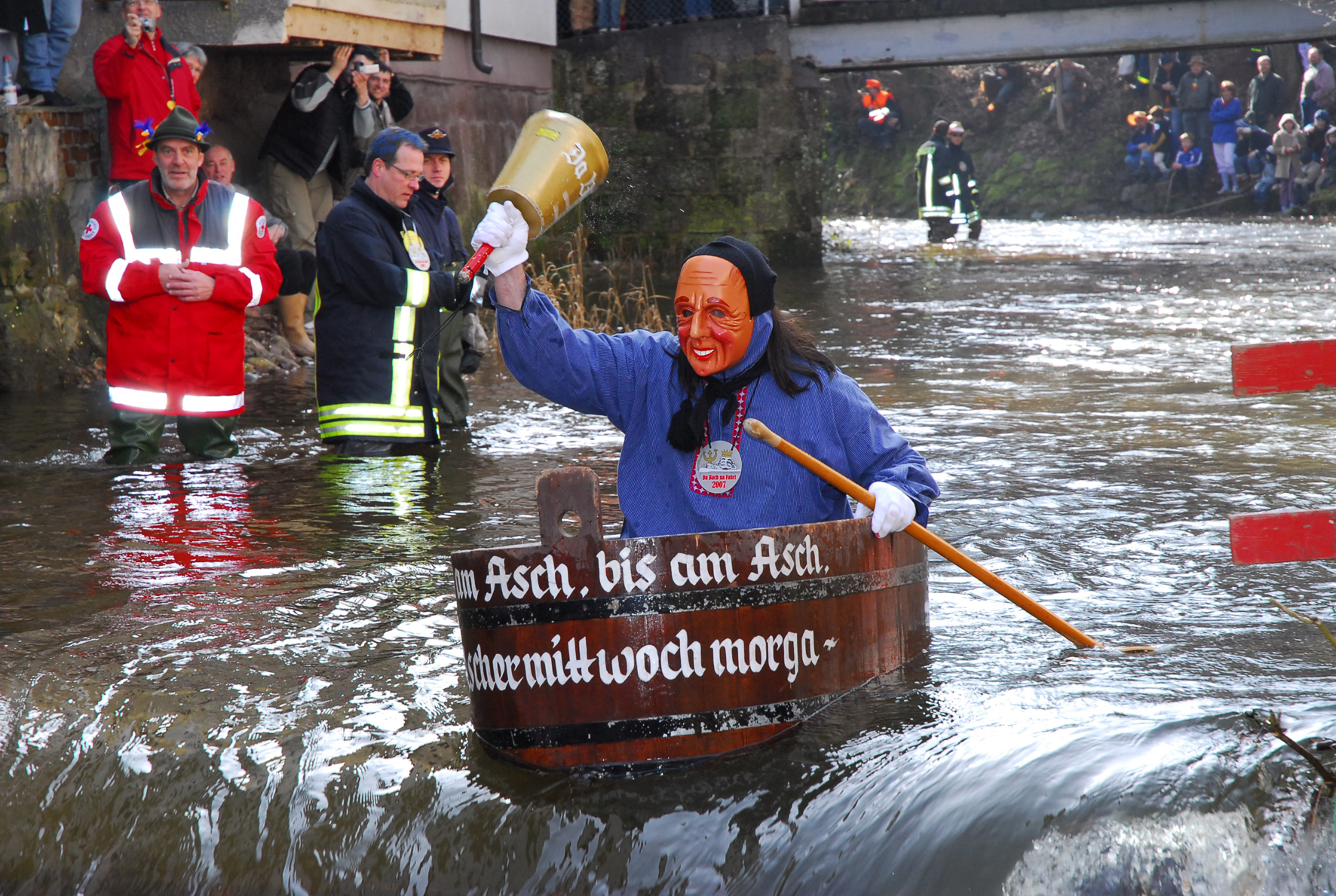